# أنخيل بينيا (لاعب كرة قاعدة)
أنخيل بينيا (بالإنجليزية: Ángel Peña)‏ هو لاعب كرة قاعدة دومينيكاوي، ولد في 16 فبراير 1975 في سان بيدرو دي ماكوريس في جمهورية الدومينيكان.

## وصلات خارجية
- أنخيل بينيا على موقعبيزبول رفرنس.كوم (الدوري الرئيسي) (الإنجليزية)
- أنخيل بينيا على موقعبيزبول رفرنس.كوم (الدوري الثانوي) (الإنجليزية)
- أنخيل بينيا على موقع مشجعي الرسوم البيانية (الإنجليزية)